# 常学恭
常学恭，又名常子健，陕西省米脂县人。中国共产党人物。

## 生平
1932年秋，常学恭任陕北军委秘书。1933年7月23日-25日，常学恭在中共陕北特委第四次扩大会议上被选为特委委员。会后由于叛徒告密，陕北特委很多人被捕。8月11日特委紧急会议决定派常学恭去天津向中央驻北方局代表汇报陕北特委工作。10月20日，常学恭向驻北方代表李华生书面报告陕北葭县高起家坬扩大会议内容，王兆卿等六位同志被害情况，以及陕北党组织的现状。1933年12月，考虑到常学恭等人的身份在陕北已经暴露，被留北平另行分配工作。
1933年10月，中共胶东特委书记张静源被害去世后，胶东特委遭到破坏，胶东各县党组织失去了核心领导。1934年1月，常学恭被中共中央北方局委派随胶东特委委员刘经三到胶东，2月在文登县重建了遭破坏的中共胶东特委，并出任特委书记。1934年2月，由于叛徒张童华的出卖，文登乡师党组织遭到破坏，于云亭、于荣瑞被逮捕。1934年9月23日，刘经三、张连珠、李厚生等多名胶东特委委员被捕，常子健由于是陕西人，口音等多方面的原因使他单独在胶东活动十分不方便，于是离开威海前往青岛，第二届胶东特委解体。
去世后葬于胶东革命烈士陵园，中路南端山脚下建烈士纪念堂，有其事迹介绍与遗物。